# Przełączka za Czarną Basztą
Przełączka za Czarną Basztą (słow. Štrbina za Čiernou baštou) – przełęcz w Czarnym Grzbiecie w słowackiej części Tatr Wysokich, odgałęziającym się na północny wschód od grani głównej w wierzchołku Czarnego Szczytu. Siodło oddziela kopułę szczytową Czarnego Szczytu na południowym zachodzie od Czarnej Baszty na północnym wschodzie, znajduje się tuż poniżej tego ostatniego wzniesienia.
Przełączka za Czarną Basztą i sama Czarna Baszta położone są w północnej części Czarnego Grzbietu i stanowią jej krawędź, poniżej której stoki obrywają się do Doliny Jastrzębiej. Na południe od tych obiektów rozciąga się Wyżnia Czarna Galeria – jedna z trzech płaśni, nazywanych Czarnymi Galeriami. Z przełęczy opada na północ długi i urwisty żleb, mający swój wylot w Danielowym Ogrodzie w Dolinie Jastrzębiej. Urwiska podcinające Czarny Grzbiet i Czarne Galerie aż po ten żleb to Danielowy Mur.
Na Przełączkę za Czarną Basztą nie prowadzą żadne szlaki turystyczne. Najdogodniejsza droga dla taterników wiedzie na siodło od północnego wschodu z Doliny Dzikiej, w poprzek Czarnego Grzbietu, i jest dosyć łatwa (0+ w skali UIAA).
Pierwsze wejścia na przełęcz miały miejsce podczas wejść na Czarny Szczyt, brak jednak na ich temat dokładnych informacji.